# Luis Marcelo Herrera
Luis Marcelo Herrera (nacido el 26 de febrero de 1992 en Ledesma, Argentina) es un futbolista profesional argentino que juega como defensa central en Club de Gimnasia y Tiro de la Primera B Nacional.

## Trayectoria
Herrera hizo inferiores en Club Ledesma y Nueva Chicago antes de unirse a Lanús. Con ellos, su carrera profesional comenzó en 2012,  siendo nominado en un triunfo sobre San Martín en la Primera División de Argentina el 15 de noviembre. Su debut profesional llegó más tarde en la temporada 2012–13, el 11 de marzo de 2013, en contra Arsenal de Sarandí.
En enero de 2015 se fue cedido a Olimpo. Su primer partido fue versus Gimnasia y Esgrima el 3 de octubre. En total, Herrera marcó un gol en catorce juegos para Olimpo.  En enero de 2019 Herrera firmó con Belgrano.
En enero de 2022, fue confirmado como nuevo refuerzo de Deportes La Serena en la Primera División de Chile. El 9 de abril de 2022, abrió el marcador con una gran definición de volea en el triunfo 2-0 de su club sobre Universidad Católica en el Estadio San Carlos de Apoquindo, finalizando con 30 años sin ganarle a los "cruzados" en el complejo de Las Condes.
Tras una campaña que culminó con el descenso de Deportes La Serena a la Primera B de Chile, en febrero de 2023 es anunciado como nuevo jugador de Agropecuario de la Primera B Nacional.

## Clubes
| Club                           | País      | Año        |
| ------------------------------ | --------- | ---------- |
| Lanús                          | Argentina | 2012-2019  |
| → Talleres de Córdoba (cedido) | Argentina | 2014       |
| → Olimpo (cedido)              | Argentina | 2015       |
| → Belgrano (cedido)            | Argentina | 2018       |
| → Defensa y Justicia (cedido)  | Argentina | 2019       |
| Godoy Cruz                     | Argentina | 2020-2021  |
| Sarmiento                      | Argentina | 2021       |
| Deportes La Serena             | Chile     | 2022       |
| Agropecuario                   | Argentina | 2023       |
| Bhayangkara Solo Football Club | Indonesia | 2023-2024  |
| Agropecuario                   | Argentina | 2024-2025  |
| Club de Gimnasia y Tiro        | Argentina | 2025-.Act. |

## Palmarés

### Campeonatos nacionales
| Título                        | Club  | País      | Año  |
| ----------------------------- | ----- | --------- | ---- |
| Primera División de Argentina | Lanús | Argentina | 2016 |
| Copa Bicentenario             | Lanús | Argentina | 2016 |
| Supercopa Argentina           | Lanús | Argentina | 2016 |